# Gaëlle Mignot

a Compétitions nationales et continentales officielles uniquement.

b Matchs officiels uniquement.
Dernière mise à jour le 25 septembre 2019.
Gaëlle Mignot, née le 26 février 1987 à Périgueux, est une joueuse internationale française de rugby à XV, occupant le poste de talonneur en club avec Montpellier et en équipe de France féminine de rugby à XV,. Elle est capitaine de l'équipe de France du Tournoi des Six Nations 2014 à la Coupe du monde 2017.
Depuis le 19 décembre 2022, elle est sélectionneur et entraîneur de l'équipe de France féminine aux côtés de David Ortiz.

## Carrière

### Joueuse
Elle commence le rugby à l'âge de sept ans aux côtés de son cousin au SA Trélissac, avant de partir jouer en Corrèze puis d'intégrer le Montpellier RC en 2007. Elle travaille également au service « Actions Jeunesse » du club héraultais.
Elle fait partie de l'équipe de France de rugby à XV féminin disputant la coupe du monde 2010. Elle honore sa première cape internationale en équipe de France le 24 août 2010 contre l'Écosse lors de cette coupe du monde.
En 2013, Gaëlle Mignot termine deuxième du Tournoi des Six Nations avec les Bleues, puis elle est championne de France pour la première fois avec son club, Montpellier,.
Elle devient capitaine de l'équipe de France lors du Tournoi des Six Nations 2014. Le 14 mars 2014, elle participe à la victoire 19 à 15 au stade du Hameau à Pau face à l'Irlande qui permet à l'équipe de France de réaliser le Grand Chelem — cinq victoires en cinq rencontres — lors de ce tournoi. Le 27 avril 2014, elle est à nouveau championne de France avec Montpellier à Arnas, en battant l'AC Bobigny (29-19),.
Elle est nommée deux années de suite par World Rugby pour le titre de meilleure joueuse de l'année, en 2015 et en 2016.
En 2017, elle est retenue dans le groupe pour disputer la Coupe du monde de rugby à XV en Irlande. Au cours de la compétition, que la France termine à la troisième place, elle inscrit deux essais. Après cette compétition, elle cède le brassard de capitaine à Gaëlle Hermet.
Elle est membre du bureau de Provale, le syndicat des joueurs de rugby professionnels du 6 octobre 2014 au 7 janvier 2019. Elle est d'abord adjointe auprès du trésorier Pierre Rabadan puis la trésorière du syndicat de 2015 à 2019.
En 2017, elle quitte le Montpellier Rugby Club pour rejoindre le club anglais de Richmond FC (en) et ainsi disputer le championnat d'Angleterre de rugby à XV, premier championnat professionnel féminin. Après une saison en Angleterre, elle revient au Montpellier rugby club. En 2019, elle est sélectionnée pour jouer avec l'équipe féminine des Barbarians contre l'Angleterre à Twickenham.

### Entraîneuse
En 2020, elle devient entraîneuse au sein du centre de formation du Montpellier Hérault rugby en parallèle de sa fin de carrière de joueuse. Elle met un terme à sa carrière de joueuse en 2021.
À partir de 2021, elle entraîne les avants de l'équipe espoirs du Montpellier HR avec Joan Caudullo, directeur du centre de formation, et Anthony Floch, entraîneur des arrières.

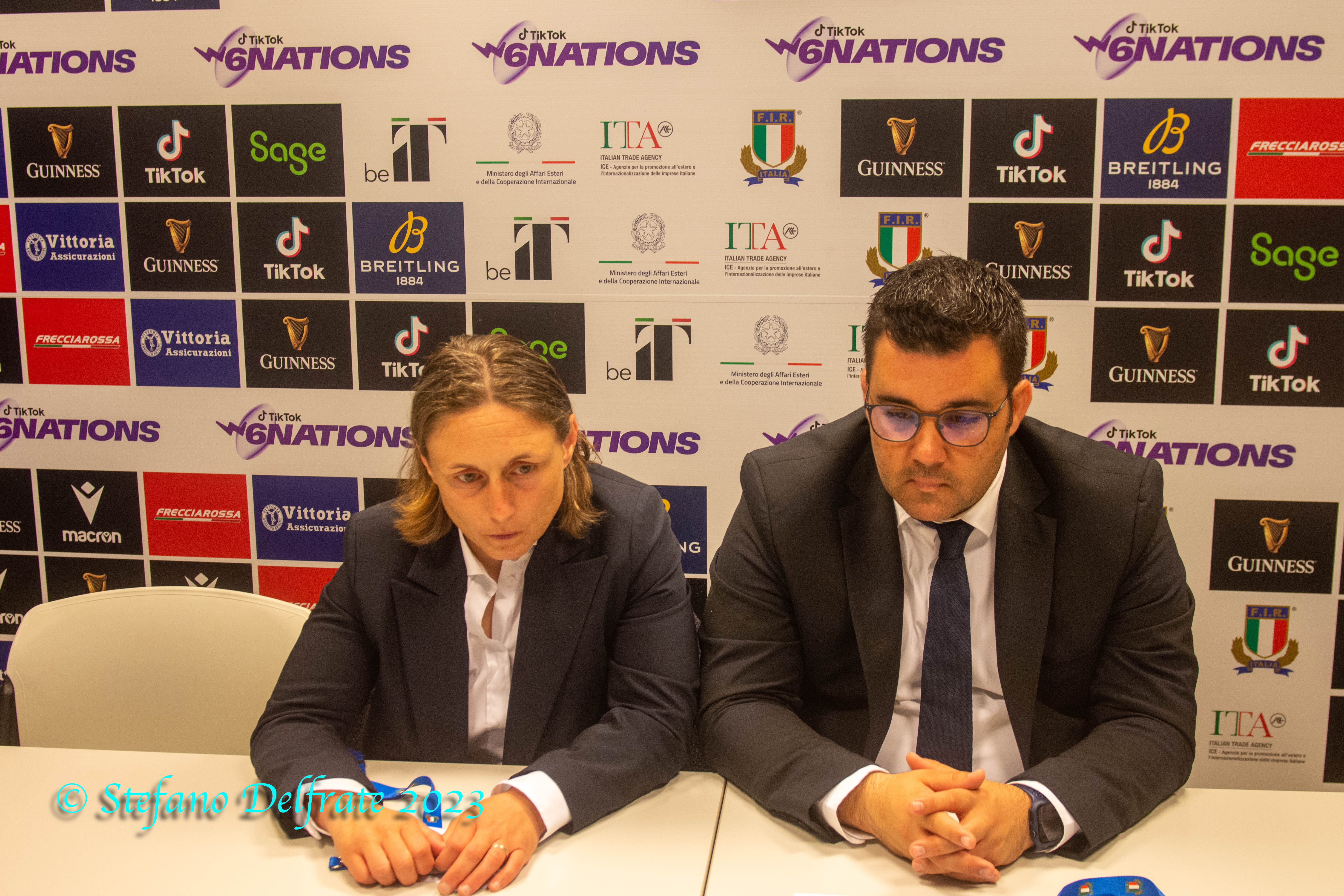
Gaëlle Mignot et David Ortiz, co-sélectionneurs du XV de France, en 2023.

En mai 2022, elle est nommée entraîneuse adjointe de l'équipe de France féminine de rugby à XV, chargé de la mêlée et des attitudes au contact, cinq mois avant la Coupe du monde en Nouvelle-Zélande. Après la Coupe du monde, le sélectionneur Thomas Darracq quitte la sélection. Gaëlle Mignot et David Ortiz sont alors nommés sélectionneurs-entraîneurs du XV de France féminin pour préparer la Coupe du monde 2025.
En juin 2024, elle devient vice-présidente de l'association du Montpellier Hérault Rugby, partie amateure du club, auprès du nouveau président Marc Bantouré. Elle intègre le bureau notamment aux côtés de Louis Picamoles, ancien joueur du MHR et du XV de France.

## Palmarès
- Championnat de France féminin 1re division (MRC) :
  - Championne (5) : 2013, 2014, 2015, 2017, 2019
- Tournoi des Six Nations (France) :
  - Vainqueur (2) : 2014 (grand chelem), 2016
- Coupe du monde :
  - 3e : 2014, 2017
- 70 sélections en équipe de France féminine de rugby à XV

## Décorations
- Chevalier de l'ordre national du Mérite (décret du 23 novembre 2022)[24]